# Список річок

## Африка
- Річки Беніну
- Річки Гани
- Річки Єгипту
- Річки Еритреї
- Річки Ефіопії
- Річки Замбії
- Річки Зімбабве
- Річки Кенії
- Річки Лесото
- Річки Руанди
- Річки Мадагаскару
- Річки Маврикію
- Річки Марокко
- Річки Реюньйону
- Річки Сьєрра-Леоне
- Річки Сомалі
- Річки Південної Африки
- Річки Південного Судану
- Річки Судану
- Річки Того
- Річки Уганди
- Річки Чаду

## Азія
- Річки Азербайджану
- Річки Бангладеш
- Річки Бутану
- Річки Вірменії
- Річки Грузії
- Річки Ірану
- Річки Казахстану
- Річки Росії
- Річки Сирії
- Річки Шрі-Ланки
- Річки Японії

## Північна Америка
- Річки Белізу
- Річки Гаїті
- Річки Гватемали
- Річки Домініканської Республіки
- Річки Канади
- Річки Куби
- Річки Мексики
- Річки Нікарагуа
- Річки США

## Південна Америка
- Річки Аргентини
- Річки Болівії
- Річки Бразилії
- Річки Чилі
- Річки Колумбії
- Річки Еквадору
- Річки Фолклендських островів
- Річки Гаяни
- Річки Парагваю
- Річки Перу
- Річки Суринаму
- Річки Уругваю
- Річки Венесуели

## Європа
- Річки Албанії
- Річки Вірменії
- Річки Австрії
- Річки Азербайджану
- Річки Білорусі
- Річки Бельгії
- Річки Боснії і Герцеговини
- Річки Болгарії
- Річки Хорватії
- Річки Кіпру
- Річки Чехії
- Річки Данії
- Річки Естонії
- Річки Фінляндії
- Річки Франції
- Річки Грузії
- Річки Німеччини
- Річки Греції
- Річки Угорщини
- Річки Ісландії
- Річки Ірландії
- Річки Італії
- Річки Казахстану
- Річки Латвії
- Річки Ліхтенштейну
- Річки Литви
- Річки Люксембургу
- Річки Північної Македонії
- Річки Молдови
- Річки Чорногорії
- Річки Монсеррату
- Річки Нідерландів
- Річки Норвегії
- Річки Польщі
- Річки Португалії
- Річки Румунії
- Річки Росії
- Річки Сербії
- Річки Словаччини
- Річки Словенії
- Річки Іспанії
- Річки Каталонії
- Річки Швеції
- Річки Швейцарії
- Річки Туреччини
- Річки України
- Річки Великої Британії
- Річки Англії
- Річки острова Мен
- Річки Північної Ірландії
- Річки Шотландії
- Річки Вельсу

## Океанія
- Річки Австралії
- Річки Нової Зеландії
- Річки Папуа Нової Гвінеї